# Array mbira
L'Array mbira è un moderno strumento musicale fatto a mano, ed ha un suono simile ad un'arpa o una campana, anche se unico nel suo genere. È nata dalla riprogettazione della mbira africana e fa parte della famiglia dei lamellofoni.

## Storia
È stata inventata negli Stati Uniti da Bill Wesley e prodotta da Wesley stesso insieme a Patrick Hadley a San Diego. Il suo sviluppo è iniziato negli anni 60.

## Descrizione
I denti di metallo sono raggruppati in più ottave. Suonando ogni gruppo di ottave da sinistra a destra si produce un circolo delle quinte, mentre suonando da destra verso sinistra si ha un circolo delle quarte. Solitamente, l'array mbira contiene 2 ripetizioni e mezza dell'intera scala cromatica, disposte in un continuo circolo delle quinte. Le ottave di ogni nota sono raggruppate insieme in un'organizzazione sfalsata, quasi verticale. Ogni dente di metallo in un gruppo può essere suonato indipendentemente, e più ottave possono essere suonate insieme con un solo dito. I gruppi di ottave possono contenere dalle 2 (due denti) alle 5 ottave. Ci sono 30 gruppi di ottave (12×2.5=30) nel progetto standard, quindi un'Array mbira da 5 ottave ha ben 150 denti (5×30=150). La disposizione dei denti permette di suonare musica con relativa facilità in ogni chiave.